# Euriphene fuscomarginata
Euriphene fuscomarginata är en fjärilsart som beskrevs av Max Bartel 1905. Euriphene fuscomarginata ingår i släktet Euriphene och familjen praktfjärilar. Inga underarter finns listade i Catalogue of Life.